# Dmytro Baszłaj
Dmytro Ołeksandrowycz Baszłaj (ukr. Дмитро Олександрович Башлай, ur. 25 kwietnia 1990 w Kijowie) – ukraiński piłkarz, grający na pozycji środkowego obrońcy lub defensywnego pomocnika.

## Kariera piłkarska

### Kariera klubowa
Wychowanek klubów Łokomotyw Kijów, Zmina-Obołoń Kijów i Dynamo Kijów, barwy których bronił w juniorskich mistrzostwach Ukrainy (DJuFL). W 2007 rozpoczął karierę piłkarską w klubie Naftowyk-Ukrnafta Ochtyrka. 20 czerwca 2014 podpisał kontrakt z kazaskim FK Taraz, którym kierował były trener ochtyrskiego klubu Jewgienij Jarowienko. Po zwolnieniu Jarowienki w styczniu 2016 również opuścił kazachski klub. W lutym 2016 został piłkarzem Olimpiku Donieck. W maju 2016 za obopólną zgodą opuścił Olimpik. W lipcu 2016 został piłkarzem klubu Obołoń-Browar Kijów. 6 marca 2017 został piłkarzem Dniapra Mohylew. 4 stycznia 2018 przeniósł się do uzbeckiego klubu Mashʼal Muborak. Jednak wkrótce przeniósł się do FK Połtawa. Latem 2018 został piłkarzem SK Dnipro-1. 22 lutego 2019 zasilił skład Arsenału Kijów. 6 lipca 2019 dołączył do Podbeskidzia Bielsko-Biała. 7 lipca 2021 podpisał trzyletni kontrakt z Radunią Stężyca.

## Życie prywatne
Ma starszego brata Andrija, który również jest piłkarzem.